# Сузгарье
Сузгарье (мокш. Сузгярьге) — село, центр сельской администрации в Рузаевском районе. Население 850 чел. (2001), в основном мокша.
Расположено на речке Виляй, в 7 км от районного центра и железнодорожной станции.
Название-характеристика: от мокшанского «глухарь» и «поселение на отшибе» (буквально — «село у становища глухарей»).
Основано (предположительно) в конце 17 века: в «Книге оброка с пчельных заводов ясашной мордвы» (1704) указано, что жители «деревни Сюзгарьги» платили оброк за ульи. В «Списке населённых мест Пензенской губернии» (1869) Сузгарье — село казённое из 120 дворов Инсарского уезда. По подворной переписи 1913 г., в Сузгарье было 284 двора; в 1931 г. — 415 дворов (1 947 чел.).
В 1930-е гг. были созданы колхозы им. Амбаева и «Од ки» («Новый путь»), с 1950 г. — «Путь к коммунизму», с 1963 г. — отделение совхоза «Ключарёвский», с 1993 г. — в составе ТОО «Ключарёвское», с 1999 г. — СПК «Ключ-Сузгарьевский».
В современном селе — средняя школа, библиотека, клуб, магазин; церковь Святителя Николая (2000).
Сузгарье — родина советско-партийного работника Г. Н. Миронова, учёных В. Я. Ельмеева, М. П. Трощевой, поэта Г. И. Ельмеева, художника Н. В. Ершкова, заслуженного работника сельского хозяйства Республики Мордовия И. П. Качалова, заслуженного учителя школы РСФСР С. А. Русскина, МАССР В. Л. Киреева.

## Источник
- Энциклопедия Мордовия, В. П. Беляков.